# あの歌
『あの歌（あのうた）』は、上白石萌音による2枚目のカバーアルバム。2021年6月23日にユニバーサルミュージックから発売。

## 概要
カバーアルバムの発売を2020年9月19日に行われたオンラインライブ『i note』で発表し、ファンに70年代 - 90年代の邦楽を募集した。
そのリクエストをもとに、『あの歌-1-』は70年代、『あの歌-2-』は80年代 - 90年代のカバーが収録されている。

## 収録曲

### 『あの歌-1-』
| 全編曲: 鳥山雄司。 |                              |                      |                  |
| #                  | タイトル                     | 作詞                 | 作曲             |
| 1.                 | 「年下の男の子」             | 千家和也             | 穂口雄右         |
| 2.                 | 「キャンディ」               | 松本隆               | 原田真二         |
| 3.                 | 「君は薔薇より美しい」       | 門谷憲二             | ミッキー吉野     |
| 4.                 | 「夢先案内人」               | 阿木燿子             | 宇崎竜童         |
| 5.                 | 「木綿のハンカチーフ」       | 松本隆               | 筒美京平         |
| 6.                 | 「グッド・バイ・マイ・ラブ」 | なかにし礼           | 平尾昌晃         |
| 7.                 | 「ガンダーラ」               | 山上路夫／奈良橋陽子 | タケカワユキヒデ |
| 8.                 | 「勝手にしやがれ」           | 阿久悠               | 大野克夫         |
| 9.                 | 「みずいろの雨」             | 三浦徳子             | 八神純子         |
| 10.                | 「オリビアを聴きながら」     | 尾崎亜美             | 尾崎亜美         |
| 11.                | 「さらば恋人」               | 北山修               | 筒美京平         |

### 『あの歌-2-』
| #   | タイトル                                                       | 作詞             | 作曲       | 編曲       |
| --- | -------------------------------------------------------------- | ---------------- | ---------- | ---------- |
| 1.  | 「世界中の誰よりきっと」                                       | 上杉昇／中山美穂 | 織田哲郎   | 内澤崇仁   |
| 2.  | 「ダンデライオン〜遅咲きのたんぽぽ」                           | 松任谷由実       | 松任谷由実 | 河野伸     |
| 3.  | 「AXIA 〜かなしいことり〜」                                    | 銀色夏生         | 銀色夏生   | 清塚信也   |
| 4.  | 「Diamonds＜ダイアモンド＞」                                   | 中山加奈子       | 奥居香     | n-buna     |
| 5.  | 「制服」                                                       | 松本隆           | 呉田軽穂   | 河野伸     |
| 6.  | 「まちぶせ」                                                   | 荒井由実         | 荒井由実   | 遠山哲朗   |
| 7.  | 「ブラックペッパーのたっぷりきいた私の作ったオニオンスライス」 | 根本要／寺田正美 | 根本要     | 大橋トリオ |
| 8.  | 「いかれたBABY」                                               | 佐藤伸治         | 佐藤伸治   | 亀本寛貴   |
| 9.  | 「青空」                                                       | 真島昌利         | 真島昌利   | 亀本寛貴   |
| 10. | 「PRIDE」                                                      | 布袋寅泰         | 布袋寅泰   | 大橋トリオ |